# Довга коса (Азовське море)
До́вга коса́ — коса в Краснодарському краї на східному узбережжі Азовського моря. Довга коса обмежує з півдня Таганрозьку затоку від Азовського моря; її довжина становить 17 км, ширина близько 500 м. Складається з піску та ракушняку. Буревій, що пронісся 13 березня 1914 року над Азовським морем, частково зруйнував косу. Утворилася протока і острів Довгий, який потім то приєднувався до коси, то розпадався на окремі черепашкові острови.
На Довгій косі розташована станиця Должанська. Коса Довга є ландшафтним пам'ятником природи Краснодарського краю, Росія. Найдовша коса Єйського півострова, розташованого в східній частині Азовського моря.

## Опис

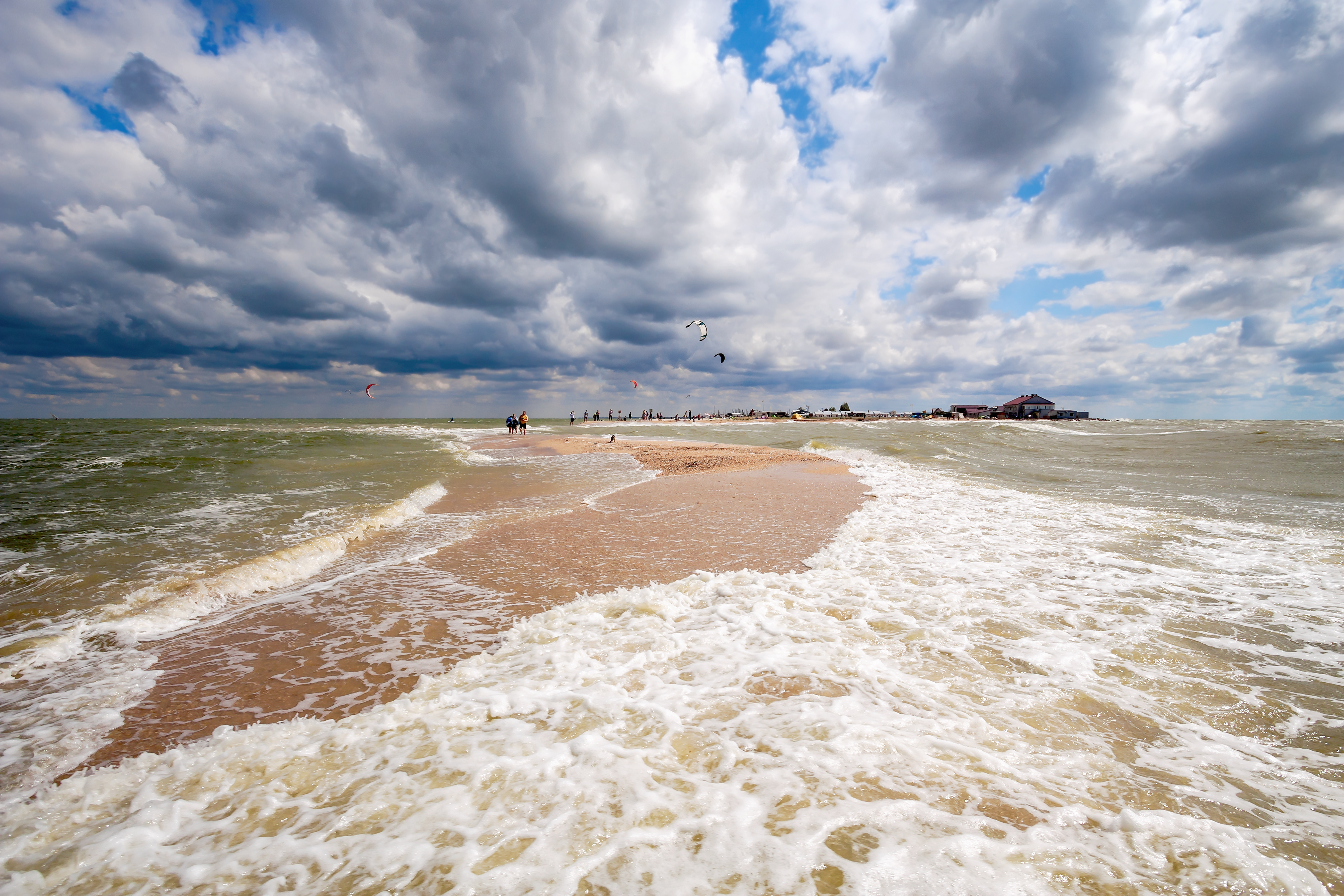
Довга коса

Коса Довга є високо динамічним природним утворенням, площа її постійно змінюється, особливо в дистальній частині. На початку XXI сторіччя довжина коси по осьовій лінії наближалася до 9,5 км, тоді як 50 років тому вона досягала 17 км. В наступні роки розмив призвів до її скорочення більш ніж на 3 км. Потім фаза розмиву змінилася наростанням. Останніми роками спостерігається новий відступ берегів з боку Таганрозької затоки.
Мікрорельєф коси сформувався під впливом морських хвильоприбійних явищ. У цілому поверхня коси плоска і ускладнена береговими валами, між якими в пониженнях утворюються невеликі озера. В середньому коса в межах ділянки, виділеного під пам'ятник природи, піднімається над рівнем води на 1-1,5 м. Уздовж південно-західного берега сформувався пляж завширшки 15-20 м. На північно-східному березі, уздовж лінії розмиву давніх берегових валів, ширина пляжу коливається від 3 м у кореня коси до 10 м на її кінці.

## Геологія
У геолого-літологічній будові коси провідну роль відіграють морські відкладення стулок черепашок Молюски Cardium. На кінці коси у складі наносів її містяться від 80 до 100 %. Біогенний матеріал надходить з біоценозів із домінуванням молюсків, що за сприятливих умов веде до збільшення обсягу тіла коси і зміни її обрисів. Черепашковий матеріал з часом стирається, тому стабільність коси залежить від надходжень нових порцій черепашки. Потужність відкладень черепашки на мулах — 5-18 м.